# Cristin Milioti
Cristin Milioti, née le 16 août 1985 à Cherry Hill (New Jersey), est une actrice américaine.
Elle est principalement connue pour son rôle dans la comédie musicale Once (2011-2013) à Broadway, pour laquelle elle a remporté un Grammy Award et a été nommée pour un Tony Award. En 2013, elle intègre la distribution de la série How I Met Your Mother (2013-2014) où elle incarne Tracy McConnell, la femme de Ted Mosby. En 2024, elle se fait remarquer dans le rôle de Sofia Falcone dans la mini-série policière The Penguin (2024), dérivée du film The Batman (2022). Ce dernier lui vaut une nomination pour un Golden Globe Award.
Elle a également joué dans les films Le Loup de Wall Street (2013), Palm Springs (2020), la deuxième saison de la série policière Fargo (2015) ainsi que dans les séries comiques Made for Love (2021-2022) et The Resort (2022).

## Biographie
Cristin Milioti naît le 16 août 1985 à Cherry Hill, dans le New Jersey,. Elle est d'origine italienne et appelle sa famille « Olive Garden Italian ». Au collège, elle découvre sa passion pour le théâtre au Long Lake Camp for the Arts, à Long Lake, dans l'État de New York.
En 2003, elle est diplômée de la Cherry Hill High School East, où elle commence à jouer dans les pièces de théâtre de l'école. Elle suit alors des cours d'art dramatique à l'université de New York, mais abandonne pendant sa deuxième année, admettant que son abandon était dû au fait qu'elle y était « très malheureuse »,.

## Carrière
Les premiers rôles de Cristin Milioti sont des petits rôles dans des campagnes publicitaires nationales, notamment pour la Ford Edge. Elle est apparue dans des programmes télévisés tels que Les Soprano (2006-2007) dans le rôle de Catherine Sacramoni et des films tels que Greetings from the Shore (2007). Elle se produit sur scène. En 2007, elle joue également à Broadway le rôle d'Alice Ashbrook dans l'adaptation primée par Helen Edmundson du roman de Jamila Gavin, Coram Boy. En 2010, elle joue dans That Face et est nommée pour le Lucille Lortel Award for Outstanding Lead Actress pour son travail dans Stunning.

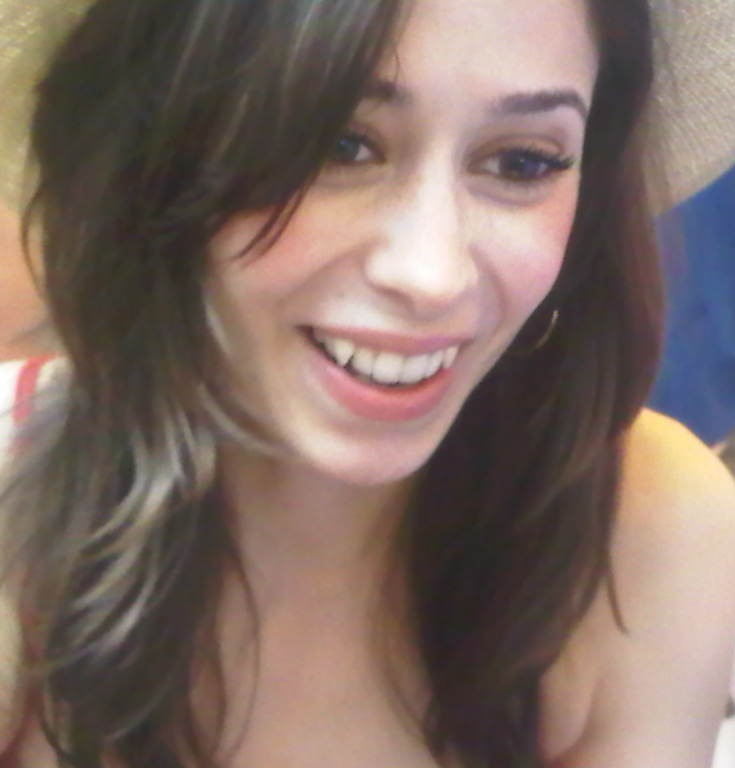
L'actrice en 2012.

En 2012, elle est nommée au Tony Award de la meilleure actrice dans une comédie musicale pour son interprétation de Girl dans Once, une comédie musicale dans laquelle elle joue de 2011 à 2013. Ben Brantley du New York Times écrit à propos de sa prestation : « Il n'est pas facile de jouer une force de vie séduisante avec un accent étranger. Mais Mme Milioti s'est acquittée de cette tâche avec brio. Elle apporte une nouvelle confiance à son interprétation et un mélange amélioré d'esprit et de sagesse, qui suggère une maturité dans la jeunesse, un fatalisme durement acquis au cours d'une enfance en Europe de l'Est. Et ensemble, elle et M. Kazee dégagent une alchimie d'autant plus douloureusement réelle qu'elle est discrète ». Sa prestation dans Once, avec son collègue soliste principal Steve Kazee, est récompensée par le Grammy Award 2013 du meilleur album de théâtre musical. Elle a également lu à haute voix une nouvelle pour l'épisode Adventure de l'émission This American Life. En 2012, elle participe à plusieurs chansons du premier album de Glen Hansard intitulé Rhythm and Repose.

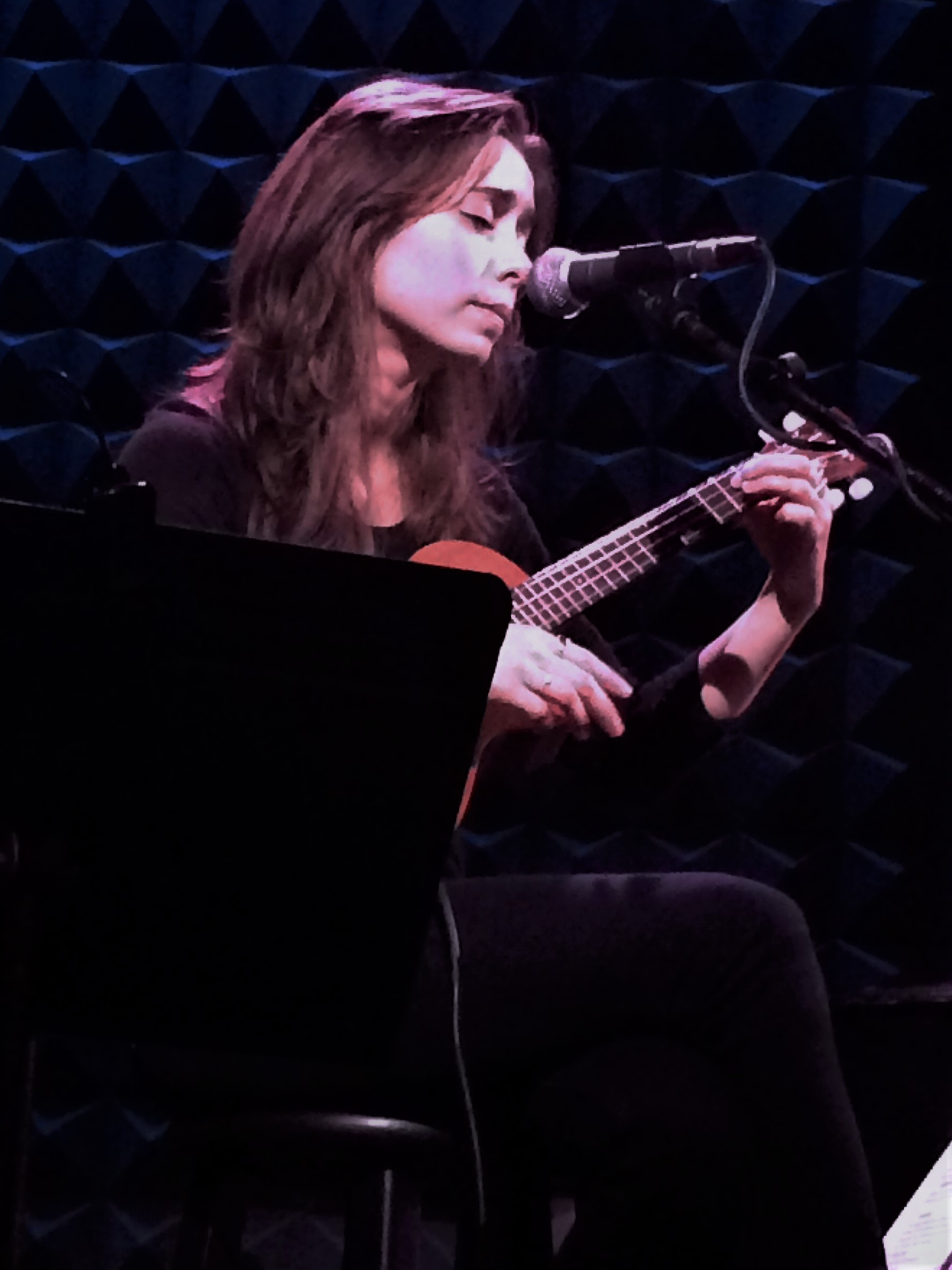
Cristin Milioti jouant du ukulélé sur scène à New York (2013).

En 2013, Cristin Milioti joue le rôle de la mère dans la sitcom How I Met Your Mother sur CBS, apparaissant pour la première fois dans le final de la huitième saison intitulé Something New. Elle est promue au rang de série régulière pour la neuvième et dernière saison de la série. Durant cette même année, elle interprète la première femme de Jordan Belfort, Teresa Petrillo, dans le film Le Loup de Wall Street (2013) de Martin Scorsese. En 2014, elle joue le rôle de Zelda Vasco, le personnage principal féminin de la comédie A to Z de NBC, dont la première a eu lieu en octobre et diffusée pendant une saison de 13 épisodes.
En 2015, elle participe à la deuxième saison de Fargo sur FX en tant que Betsy Solverson, l'épouse atteinte d'un cancer du policier Lou Solverson et mère de la future députée Molly Solverson. En 2017, elle apparaît dans la quatrième saison de la série de science-fiction Black Mirror dans l'épisode USS Callister, dans le rôle de Nanette Cole, une développeuse de jeux nouvellement employée dont la récréation numérique se retrouve piégée dans un jeu de simulateur virtuel.
En 2020, Cristin Milioti joue dans la comédie de science-fiction Palm Springs, dont la première a eu lieu au festival du film de Sundance le 26 janvier et sur Hulu le 10 juillet. En 2021, elle joue dans la série comique Made for Love sur HBO Max, dans le rôle de l'épouse piégée d'un milliardaire de la technologie dont elle s'enfuit.
En 2024, Cristin Milioti joue le rôle de Sofia Falcone dans la mini-série policière intitulée The Penguin, spin-off du film The Batman (2022), face à Colin Farrell qui incarne le rôle du Pingouin,. Sa performance lui vaut une nomination pour le Golden Globe Award de la meilleure actrice dans une mini-série ou un téléfilm.

## Vie personnelle
Cristin Milioti a adopté un chien de race West Highland White Terrier nommé Rupert,. En février 2021, elle collabore avec People for the Ethical Treatment of Animals (PETA) dans une vidéo mettant en scène Rupert et préconisant l'adoption d'un chien plutôt que l'achat d'un chien à un éleveur,.

## Filmographie

### Cinéma

#### Longs métrages
- 2007 : Greetings from the Shore (en) de Greg Chwerchak : Didi
- 2009 : Year of the Carnivore de Sook-Yin Lee : Sammy Smalls
- 2012 : Sleepwalk with Me de Mike Birbiglia : Janet Pandamiglio
- 2012 : The Brass Teapot de Ramaa Mosley (en) : Brandi
- 2013 : Le Loup de Wall Street (The Wolf of Wall Street) de Martin Scorsese : Teresa Petrillo
- 2013 : Bert and Arnie's Guide to Friendship de Jeff Kaplan : Faye
- 2014 : The Occupants de Todd Alcott : Lucy
- 2015 : It Had to Be You de Sasha Gordon : Sonia
- 2017 : Breakable You d'Andrew Wagner : Maud Weller
- 2020 : Palm Springs de Max Barbakow : Sarah Wilder

#### Court métrage
- 2012 : I Am Ben de Mathew Brady et Gaelan Connell : la journaliste

### Télévision

#### Séries télévisées
- 2006 : 3 lbs : Megan Raffert
- 2006 - 2007 : Les Soprano (The Sopranos) : Catherine Sacramoni
- 2009 : The Unusuals : L'artiste dessinateur
- 2010 : The Good Wife : Onya Eggerston
- 2011 : 30 Rock : Abby Flynn / Grossman
- 2011 : Nurse Jackie : Monica
- 2013 - 2014 : How I Met Your Mother : Tracy McConnell / la mère
- 2014 : A to Z : Zelda Vasco
- 2015 : Fargo : Betsy Solverson
- 2015 : Les Griffin (Family Guy) : Becca
- 2015 - 2016 : The Mindy Project : Whitney
- 2016 - 2018 : The Venture Bros. : Sirena (voix)
- 2017 : Black Mirror : Nanette Cole
- 2018 : No Activity : Frankie
- 2019 : Modern Love : Maggie Mitchell
- 2020 : Mythic Quest : Bea
- 2020 : Death to 2020 : Kathy Flowers
- 2021 : Les Simpson (The Simpsons) : Barbara Belfry (voix)
- 2021 : Death to 2021 (en) : Kathy Flowers
- 2021 - 2022 : Made for Love : Hazel Green
- 2022 : The Resort : Emma
- 2023 : Bob's Burgers : Alice
- 2023 : Teenage Euthanasia : Juggsaw
- 2024 : The Penguin : Sofia Falcone / The Hangman
- 2024 : Hit-Monkey : Iris McHenry (voix)
- 2025 : Black Mirror : Nanette Cole

### Théâtre
- 2006 : The Lieutenant of Inishmore : Mairead (doublure)
- 2007 : Le Disciple du Diable : Essie
- 2007 : Coram Boy : Alice Ashbrook
- 2008 : Crooked : Laney
- 2008 : Some Americans Abroad : Katie Taylor
- 2009 : The Heart is a Lonely Hunter : Mick Kelly
- 2009 : The Retributionists : Dinchka Fried
- 2009 : Stunning : Lily
- 2010 : That Face : Mia
- 2010 : The Little Foxes : Alexandra
- 2011-2013 : Once : Girl
- 2015-2016 : Lazarus : Elly
- 2017 : Moscow Moscow Moscow Moscow Moscow Moscow : Masha
- 2017 : After The Blast : Anna

## Distinctions

### Récompenses
- Critics' Choice Television Awards 2025 : Meilleure actrice dans une mini-série ou un téléfilm pour The Penguin

### Nominations
- Golden Globes 2025 : Meilleure actrice dans une mini-série ou un téléfilm pour The Penguin
- Screen Actors Guild Awards 2025 : Meilleure actrice dans une mini-série ou un téléfilm pour The Penguin